# Acanthistius pardalotus
Acanthistius pardalotus är en fiskart som beskrevs av Hutchins, 1981. Acanthistius pardalotus ingår i släktet Acanthistius och familjen havsabborrfiskar. Inga underarter finns listade i Catalogue of Life.